# Christopher Fogt
Christopher Fogt detto Chris (Orange Park, 29 maggio 1983) è un bobbista statunitense.

## Biografia
Il risultato più prestigioso della sua carriera è la medaglia d'argento vinta nel bob a quattro ai Giochi Olimpici di Soči 2014.

Fogt abita nello Utah ed è un capitano dell'esercito statunitense. Si è arruolato nel 2008 e, poco dopo aver partecipato ai Giochi Olimpici di Vancouver 2010, fu dislocato in Iraq.

## Palmarès

### Olimpiadi
- 1 medaglia:
  - 1 argento (bob a quattro a Soči 2014).

### Coppa del Mondo
- 10 podi (2 nel bob a due, 8 nel bob a quattro):
  - 6 vittorie (2 nel bob a due, 4 nel bob a quattro);
  - 2 secondi posti (nel bob a quattro);
  - 2 terzi posti (nel bob a quattro).

#### Coppa del Mondo - vittorie
| Data             | Luogo       | Paese       | Disciplina                                                                |
| ---------------- | ----------- | ----------- | ------------------------------------------------------------------------- |
| 30 novembre 2013 | Calgary     | Canada      | a quattro con Steven Holcomb (pilota), Steven Langton e Curtis Tomasevicz |
| 7 dicembre 2013  | Park City   | Stati Uniti | a due con Steven Holcomb (pilota)                                         |
| 7 dicembre 2013  | Park City   | Stati Uniti | a quattro con Steven Holcomb (pilota), Steven Langton e Curtis Tomasevicz |
| 14 dicembre 2013 | Lake Placid | Stati Uniti | a due con Steven Holcomb (pilota)                                         |
| 15 dicembre 2013 | Lake Placid | Stati Uniti | a quattro con Steven Holcomb (pilota), Steven Langton e Curtis Tomasevicz |
| 26 gennaio 2014  | Königssee   | Germania    | a quattro con Steven Holcomb (pilota), Steven Langton e Curtis Tomasevicz |